# Villers-lès-Mangiennes
Villers-lès-Mangiennes is een gemeente in het Franse departement Meuse (regio Grand Est) en telt 76 inwoners (2009).
De gemeente maakt deel uit van het kanton Bouligny in het arrondissement Verdun. Voor maart 2015 was het deel van het kanton Spincourt, dat toen werd opgeheven.

## Geografie
De oppervlakte van Villers-lès-Mangiennes bedraagt 8,6 km², de bevolkingsdichtheid is dus 8,8 inwoners per km².
Het plaatsje ligt aan de Loison.
De onderstaande kaart toont de ligging van Villers-lès-Mangiennes met de belangrijkste infrastructuur en aangrenzende gemeenten.

## Demografie
Onderstaande figuur toont het verloop van het inwonertal (bron: INSEE-tellingen).